# لاورينس شانكلاند
لاورينس شانكلاند (بالإنجليزية: Lawrence Shankland)‏ (10 أغسطس 1995 بغلاسكو في المملكة المتحدة - ) هو لاعب كرة قدم بريطاني في مركز الهجوم. شارك مع منتخب اسكتلندا تحت 21 سنة لكرة القدم. أما مع النوادي، فقد لعب مع دونفرملين أثلتيك ونادي أبردين ونادي سانت ميرين ونادي كوينز بارك.

## روابط خارجية
- لاورينس شانكلاند على موقع الاتحاد الأوربي (الإنجليزية)
- لاورينس شانكلاند على موقع الاتحاد الإسكتلندي (الإنجليزية)
- لاورينس شانكلاند على موقع قاعدة بيانات كرة القدم.إي يو (الإنجليزية)
- لاورينس شانكلاند على موقع ناشيونال فوتبول تيمز (الإنجليزية)
- لاورينس شانكلاند على موقع Soccerbase.com (لاعب) (الإنجليزية)
- لاورينس شانكلاند على موقع Soccerway.com (الإنجليزية)
- لاورينس شانكلاند على موقع عالم كرة القدم.نت (الإنجليزية)